# Fritz Herbert Bross

Fritz Herbert Bross (* 2. September 1910 in Stollberg/Erzgeb.; † 24. Mai 1976 in Schwäbisch Hall) war ein deutscher Puppenbauer und Puppenspieler.
Bross analysierte und entwickelte in den 1940er und 1950er Jahren die Funktionsweise von Marionetten auf Grundlage seiner Ausbildung zum Maschinenbauingenieur.
Bross stammt aus einer Holzbildhauerfamilie. Auf Wunsch seiner Eltern lernte er zunächst einen Brotberuf. Er wurde Diplom-Ingenieur und arbeitete vor dem Krieg bei Porsche. Nach dem Zweiten Weltkrieg beschloss er, nur noch Theaterfiguren zu machen, zunächst Handpuppen, später Marionetten. 1958–1967 war Fritz Herbert Bross Leiter des Seminars für Marionettenbau und -führung am Deutschen Institut für Puppenspiel in Bochum und übernahm danach die künstlerische Leitung des Marionettentheaters „Gerhards Marionetten“ in Schwäbisch Hall.
Bei der Analyse der technischen und ästhetischen Wirkung von Theaterpuppen kamen ihm neben seinen familiären Wurzeln und dem Studium des Maschinenbaus seine während seiner Hochschulzeit erworbenen kunsthistorischen Kenntnisse zugute.
Bross entwickelte insbesondere ein Einhand-Spielkreuz, das eine sehr präzise Marionettenführung ermöglicht. Seine Erkenntnisse im Marionettenbau gelten bis heute als richtungsweisend. Das von ihm entwickelte System wird in Puppenspiel-Fachkreisen als Bross-Marionette bezeichnet.
In den von Bross selbst gestalteten Marionetten verbinden sich sein künstlerischer Gestus mit technischer Qualität zu großer Bühnenwirkung, insbesondere in Hinsicht auf Spielbarkeit und Beweglichkeit des für das Bühnenspiel gestalteten Artefakts. Bross baute Theaterpuppen für viele professionelle Puppentheater, wie zum Beispiel für die Puppenbühne Herbert und Wanda Assé, die in der zweiten Hälfte des 20. Jahrhunderts in den Regierungsbezirken Köln und Arnsberg vor Grundschülern auftrat. Bekanntester Schüler von Bross ist Albrecht Roser.
In Kursen, unter anderem am Deutschen Institut für Puppenspiel, unterrichtete Bross Puppenbauer und Puppenspieler im Bau professioneller Puppenspiel-Marionetten. Das von ihm entwickelte System wurde von vielen Puppenbauern übernommen. Die Technik der „Bross-Marionetten“ wird heute nicht nur von professionellen Puppenspielern verwendet. Sie wird auch Laien zum Beispiel in Volkshochschulen gelehrt.